# Rafik Zekhnini
Rafik Zekhnini (Skien, 12 de enero de 1998) es un futbolista noruego. Juega como centrocampista y su equipo es el Odds BK de la Primera División de Noruega.

## Clubes
| Club                         | País         | Año       |
| ---------------------------- | ------------ | --------- |
| Odds BK                      | Noruega      | 2015-2017 |
| ACF Fiorentina               | Italia       | 2017-2021 |
| Rosenborg BK (cedido)        | Noruega      | 2018      |
| F. C. Twente (cedido)        | Países Bajos | 2018-2020 |
| F. C. Lausana-Sport (cedido) | Suiza        | 2020-2021 |
| Molde FK                     | Noruega      | 2021-2023 |
| Sarpsborg 08 FF              | Noruega      | 2023-2024 |
| Odds BK                      | Noruega      | 2025-     |

## Palmarés

### Títulos nacionales
| Título               | Club         | País    | Año  |
| -------------------- | ------------ | ------- | ---- |
| Supercopa de Noruega | Rosenborg BK | Noruega | 2018 |
| Copa de Noruega      | Molde FK     | Noruega | 2022 |
| Eliteserien          | Molde FK     | Noruega | 2022 |